# Zoef voelt zich bedreigd
Zoef voelt zich bedreigd is het vierde album in de Sophie-reeks. Het is het eerste lange verhaal van Sophie dat voorheen niet eerder verscheen als een avontuur van Starter. Het verscheen in 1968 in Robbedoes nummer 1591 tot 1612. Het is ook het eerste album waarin geen Starter of Pieters te zien zijn. Net zoals in het eerste en tweede album is het een bundeling van een hoofdverhaal met een kortverhaal. Het kortverhaal heet “Sophie en de vliegende vraat”. Dit verscheen in Robbedoes nummer 1576 in 1968. Het album werd door Dupuis uitgegeven in 1970 en in herdruk in 1981. Het album werd eerst gepland als derde album in de reeks, zoals op de achterkant van album 2 valt te lezen. Het derde album werd dan een bundeling van 8 verhalen, genaamd Gelukkige Sophie 1ste serie. Op de achterkant van het derde album staat vermeld dat het volgende album Wie jaagt Zoef schrik aan? (een letterlijke vertaling van de oorspronkelijke Franse titel) ging heten. Dit heeft men bij de publicatie gewijzigd naar Zoef voelt zich bedreigd.

## Zoef voelt zich bedreigd
Een tekening met Sophie, Bertje en Zoef staat op de cover van Robbedoes nummer 1591. Op de cover van Robbedoes nummer 1596 staat een tekening van Zoef.

### Personages
- Sophie
- Bertje
- Mijnheer Karapolie
- Herman Horrel
- Fred Zingemaar
- Kolonel Gortzak

### Verhaal
De school is net uit. Bertje vraagt Sophie voor een partijtje tennis. Omdat haar vader er nog niet is stemt Sophie hierin toe. Sophie geeft meteen een stevige lel tegen de tennisbal waardoor deze terechtkomt op het dak van een auto. Tot verbazing van de eigenaar is er een gat in de voorkap van de auto gekomen. De eigenaar is boos omdat hij denkt dat hij een waardeloze auto heeft gekocht en slaat met zijn vuisten op de wagen. De wagen valt totaal uit elkaar als een hoop schroot. De man doet het hele verhaal aan een politieagent die voorbij komt op zijn fiets. De agent denkt dat de man hem voor de gek houdt, totdat hij tegen een lantaarnpaal leunt en ook deze in elkaar zakt. De agent valt van de ene mislukking in de andere. Alle metalen dingen waar hij mee in contact komt vallen uit elkaar. Sophie en Bertje proberen de arme agent te helpen en zien hoe die onbekende oorzaak chaos veroorzaakt in de stad. Dan komt Zoef hen oppikken in zijn eentje. Bertje die Zoef nog niet had gezien, vindt het eerst geweldig dat een wagen zomaar uit zichzelf kan sturen. Als Zoef dan plots heel gek gaat beginnen rijden en zelfs de car-wash binnenrijdt met open ramen, vindt Bertje het niet leuk meer. Hij stapt uit en gaat te voet verder. Als Bertje Zoef dan nog een trapt geeft, toont de auto dat er met hem niet te spotten valt. Zoef rijdt verder met enkel Sophie aan boord. Plots gooit zich een kalende man met wit haar en snor zich op het wegdek voor de wielen van Zoef. Zoef kan echter op tijd stoppen. De man staat weer op en gaat vervolgens op het treinspoor liggen. Sophie wil vermijden dat de man door een trein overreden wordt en probeert hem van het spoor te trekken. De schoen van de man lost, waardoor Sophie achterover valt en half versuft op het andere spoor ligt. En op dat spoor komt net een trein aan. De man kan Sophie net op tijd van het spoor halen. Een locomotief die net wil vertrekken valt ook uit elkaar. De man geeft de bestuurder van de locomotief zijn kaartje en zegt dat hij hem schadeloos zal stellen omdat hij zich verantwoordelijk acht voor de drama’s met het metaal. Zijn naam is Herman Horrel en hij is een entomoloog. Sophie wil mijnheer Horrel helpen. De man is erg verstrooid, steeds zoekend naar zijn pijp die hij dan gewoon in zijn mond heeft. Een vreemd type in maatpak en hoed houdt hen in de gaten. Hij slaagt erin mijnheer Horrel zijn verhaal te laten vertellen als Sophie even weg is om de stationschef te waarschuwen om een treinramp te vermijden. Dit onguur type is Fred Zingemaar die wel brood ziet in hetgeen er gebeurd.
Sophie besluit om met Zoef mijnheer Horrel naar huis te rijden. Zingemaar probeert hen te achtervolgen, maar moet deze poging al snel staken als de taxi uit elkaar valt. Als Sophie meegaat naar het huis van de heer Horrel, is ze er getuige van hoe makkelijk ook daar alles in elkaar stort. Mijnheer Horrel kweekt veel insecten waaronder termieten. Het probleem is echter dat hij een speciaal soort termieten heeft gekweekt die zich enkel voeden met metaal. Omdat het huis van mijnheer Horrel is ingestort door toedoen van de termieten, besluit Sophie om hem mee te nemen naar haar huis. Mijnheer Karapolie stelt graag zijn laboratorium ter beschikking van mijnheer Horrel zodat de laatste een middel kan bereiden om de metaaletende termieten te vernietigen. Zingemaar bezoekt inmiddels kolonel Gortzak, een maffiabaas die ondergedoken leeft in een vegetarisch restaurant. Zingemaar vertelt zijn baas het hele verhaal en dat hij de verantwoordelijke voor de ijzerchaos heeft ontmoet. Kolonel Gortzak blijkt enorm sterk te zijn. Hij vertelt Zingemaar dat dit komt door een dieet te volgen van artisjokken. Hierdoor is zijn hele lichaam gestaald. De kolonel geeft Zingemaar de opdracht om mijnheer Horrel te vangen zodat ze munt kunnen slaan uit die uitvinding. Zingemaar wil ook stalen vuisten krijgen zoals zijn baas en gaat prompt veel artisjokken eten. Als hij zijn kracht wil uitproberen, heeft dat niet meteen veel succes. Als hij Sophie bij de apotheek ziet, wil hij haar achterna. Hij hoopt natuurlijk dat zij hem naar mijnheer Horrel zal leiden. Door zijn eigen stommiteiten speelt hij Sophie echter weer kwijt. De avond is gevallen en mijnheer Horrel heeft een middel gevonden om de termieten te vernietigen. Omdat hij te veel van een gefosforiseerde drank heeft gedronken (waarmee hij zijn hersencellen voedt) scheidt hij een fosforglans af. Hierdoor is het net alsof hij licht afgeeft. Als de heer Horrel samen met Sophie buiten een luchtje gaat scheppen, worden ze overvallen door Zingemaar. Als hij hen onder schot houdt, komt echter kolonel Gortzak op de proppen die zich tegen Zingemaar keert. Als de twee gaan bakkeleien, zien Sophie en mijnheer Horrel hun kans om te vluchten. Gortzak die het haalt van Zingemaar, zet de achtervolging in. Omdat de heer Horrel zoveel licht afgeeft, kan hij hun spoor gemakkelijk volgen. Dat leidt hem naar het terrein van de autosloper waar veel autowrakken staan. Dit blijkt de provisiekast te zijn van de metaalverslindende termieten. Gortzak denkt Sophie en de heer Horrel gemakkelijk de baas te kunnen, maar dan komen de termieten die zich tegen hem keren. Dat is logisch want zijn hele lichaam is metaalhoudend. De heer Horrel redt echter de kolonel door de termieten met zijn middel te besproeien en ze alzo uit te roeien. De kolonel wordt uitgeleverd aan de politie. De heer Horrel kan de formule van zijn insecticide verkopen aan een grote firma waardoor hij alle mensen die schade hebben geleden van de termieten kan vergoeden.

## Sophie en de vliegende vraat

### Personages
- Sophie
- Bertje
- slager Vanderkluif
- Frotteltje
- boer Gerrit
- Ernest Vleugelzwam
- Dorothea
- Gideon

### Verhaal
Sophie en Bertje zijn aan het kamperen. Ze besluiten om vlinders te vangen. Ze vinden slager Vanderkluif totaal ontredderd met zijn vrachtwagen aan de kant van de weg. Hij vertelt de kinderen dat een of ander beest het op zijn vleeswaren heeft gemunt. Hij toont het gat in het zeildoek van zijn wagen en de afgegeten beentjes. Als hij dan een hond ziet met een van de knoken, verdenkt hij deze hond en gaat erachteraan. De slager belandt hierbij in de weide van boer Gerrit die niet mals is voor mensen die op zijn terrein komen en zijn hond "Frotteltje" lastigvallen. Sophie denkt dat het een roofvogel is geweest en besluit met Bertje deze te vangen. Als ze lokaas willen leggen dan blijkt er al een of ander dier aan het vlees in de tent te knagen. 
Sophie gaat vastberaden met een schepnet de tent in en vangt het beest. Ze toont het aan Bertje. Ze kunnen hun ogen niet geloven als het een vis is met vleugels. De vis, een piranha, kan zich echter bevrijden en valt de kinderen aan. Sophie en Bertje verweren zich en zetten het nadien op een lopen. Maar de piranha zet de achtervolging in handig gebruik makend van elk beetje water om niet uit te drogen. Ze komen bij een huis waar een groot bassin is. Hieruit stijgt plots een haai op met vleugels. De haai doet hen echter niets. Dan komt de eigenaar, Ernest Vleugelzwam, die de kinderen uitlegt dat hij verantwoordelijk is voor de vliegende piranha en vliegende haai.  Hij is namelijk een visexpert die deze bijzondere vissen heeft gecreëerd via ingewikkelde kruisingen. Hij stuurt zijn piranha Dorothea weer naar zijn aquarium en nodigt de kinderen uit voor een drankje.